# Thunder Bay
Thunder Bay är en kanadensisk stad i provinsen Ontario, och är belägen vid Kaministiquiaflodens mynning vid Övre sjöns nordvästra kust. Staden har inlandsklimat även om påverkan från den väldiga Övre sjön, världens största sötvattenssjö, gör att somrarna är något kallare och vintrarna något varmare än vad som annars skulle ha varit fallet. Skogs- och transportindustri dominerar stadens näringsliv. Dock har antalet anställda i dessa branscher minskat stadigt på senare år och Thunder Bay har idag den högsta arbetslösheten i hela Ontario[källa behövs].

## Historia
De första européerna anlände till området på 1600-talet i form av franska pälsjägare, vilka grundade ett antal handelsstationer vid platsen de kallade Baie de Tonnere. I och med fredsfördraget efter sjuårskriget år 1763 kom området i likhet med hela Nya Frankrike att tillfalla Storbritannien. Britterna anlade år 1798 en befästning vid namn Fort William, vilken kom att växa ut till en liten stad. 
Staden Thunder Bay bildades 1970 genom sammanslagning av Fort William och den närliggande staden Port Arthur, samt en del intilliggande områden.

Under 1800- och 1900-talen bosatte sig, liksom på många andra håll i Kanada, många immigranter i området. 10,7% av befolkningen uppger sig ha finsk bakgrund, och det hävdas att Thunder Bay därmed är den ort som har den största finska befolkningen utanför Norden.

## Stad och storstadsområde

Thunder Bays stadsdelar

Staden, City of Thunder Bay, har 109 140 invånare (2006) på en yta av 328,48 km². Den nuvarande staden bildades den 1 januari 1970 då grannstäderna Fort William och Port Arthur slogs ihop och tillsammans med de närliggande samhällena McIntyre och Neebing bildade Thunder Bay. Själva tätorten har 103 247 invånare (2006) på en yta av 179,71 km².
Storstadsområdet, Thunder Bay Census Metropolitan Area, har 122 907 invånare (2006) på en yta av 2 550,40 km². Området består av staden Thunder Bay, kommunerna Conmee, Gillies, Neebing, O'Connor, Oliver Paipoonge och Shuniah, samt indianreservatet Fort William 52. 

## Sport
I Thunder Bay arrangerades Världsmästerskapen i nordisk skidsport 1995.